# Jerome F. O’Malley

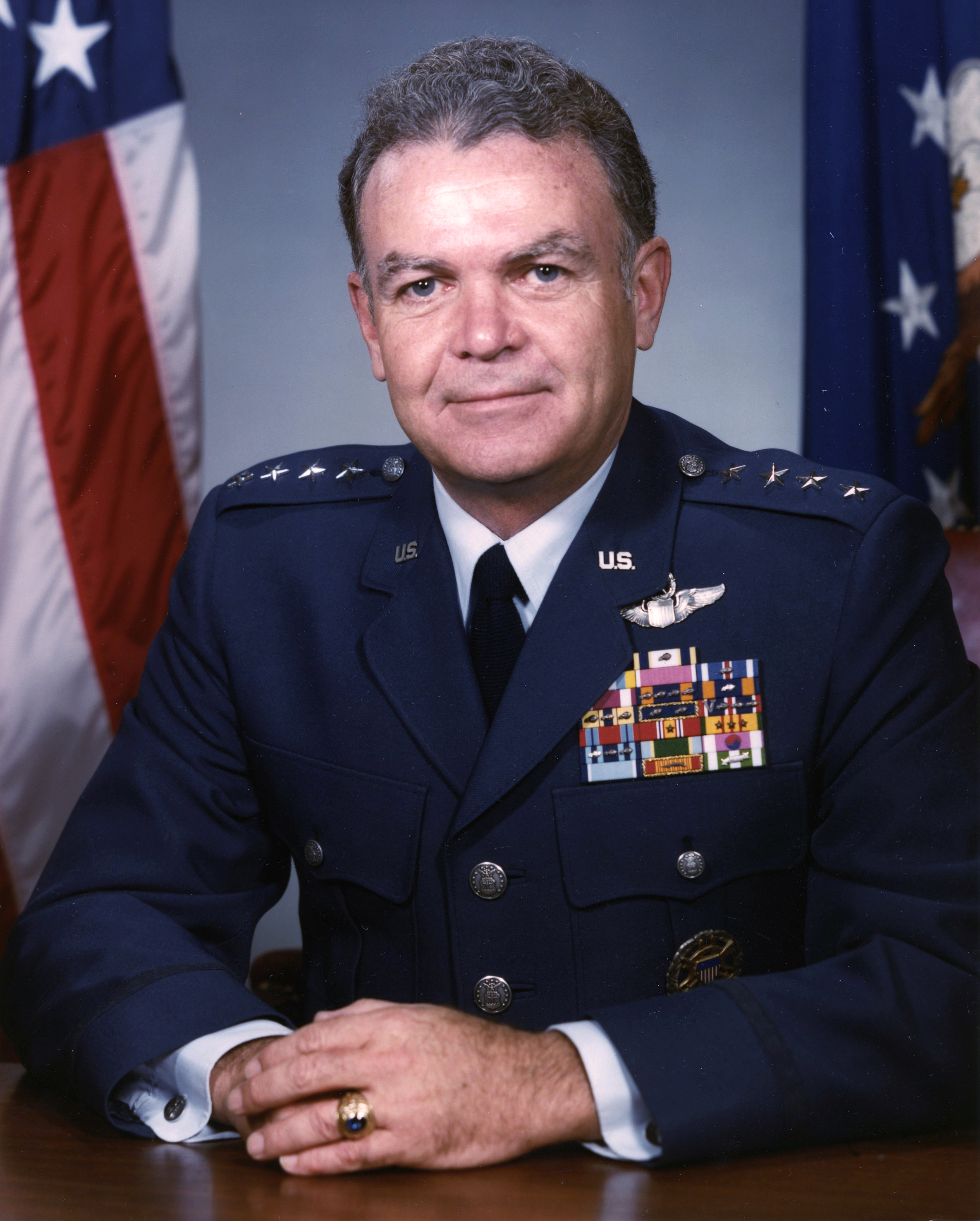
Jerome F. O’Malley

Jerome Francis O’Malley (* 25. Februar 1932 in Carbondale, Lackawanna County, Pennsylvania; † 20. April 1985 auf dem Wilkes-Barre/Scranton International Airport, Pennsylvania) war ein General der United States Air Force. Er war unter anderem Kommandeur der Pacific Air Forces und Vice Chief of Staff of the Air Force.

## Leben
Jerome O’Malleywar ein Sohn von James F. O’Malley (1895–1938), einem Heeressoldaten (PFC), und dessen Frau Mabel M. McNulty (1898–1963) und besuchte die öffentlichen Schulen seiner Heimat. In den Jahren 1949 bis 1953 absolvierte er die United States Military Academy in West Point. Nach seiner Graduation trat er als Leutnant der Air Force bei. Dort durchlief er anschließend alle Offiziersränge vom Leutnant bis zum Vier-Sterne-General.
Im Lauf seiner militärischen Karriere absolvierte O’Malley verschiedene Kurse und Schulungen. Dazu gehörten unter anderem eine Pilotenausbildung, das Air Command and Staff College auf der Maxwell Air Force Base in Alabama und das Naval War College in Newport in Rhode Island. Außerdem erhielt er einen akademischen Grad von der George Washington University.
Im weiteren Verlauf der 1950er und 1960er Jahre war Jerome O’Malley an verschiedenen Standorten und in unterschiedlichen Funktionen in den Vereinigten Staaten stationiert. Er war sowohl als Pilot als auch als Stabsoffizier tätig. Außerdem war er Flugausbilder an der United States Air Force Academy. Dabei war er auf der Lowry Air Force Base in Colorado stationiert. In den 1960er Jahren absolvierte er auch die erwähnten Schulen.
Im April 1971 wurde er nach Thailand versetzt, von wo er als Kampfpilot am Vietnamkrieg teilnahm. Er war unter anderem stellvertretender und dann regulärer Kommandeur des 460. Geschwaders (460th Space Wing). Dabei flog er 116 Einsätze. Nach seiner Heimkehr kommandierte Jerome O’Malley zwei Geschwader. In der Folge war er auch als Stabsoffizier in verschiedenen Hauptquartieren tätig. Von 1977 bis 1979 war er Stabsoffizier in der Abteilung für Operationen bei den Joint Chiefs of Staff. Danach wurde er zum Hauptquartier der Air Force versetzt, wo er in den Jahren 1979 und 1980 deren Stabsabteilung für Planungen und Operationen leitete (deputy chief of staff for plans and operations).
Zwischen dem 1. Juni 1982 und dem 5. Oktober 1983 bekleidete O’Malley das Amt des Vice Chief of Staff of the Air Force. Daran schloss sich eine Versetzung zur Hickham Air Force Base auf Oʻahu an. Dort übernahm er am 8. Oktober 1983 als Nachfolger von Arnold W. Braswell das Kommando über die Pacific Air Forces. Dieses Kommando hatte er bis zum 25. September 1984 inne, als Robert W. Bazley seine Nachfolge antrat. Gleichzeitig erhielt er das Kommando über das Tactical Air Command auf der Langley Air Force Base in Virginia. In der Folge war er als möglicher Kandidat für den Posten des Chief of Staff of the Air Force im Gespräch.
Am 20. April 1985 kam es auf dem Wilkes-Barre/Scranton International Airport zu einem Unfall mit mehreren Todesopfern, darunter auch General Jerome O’Malley und seine im Jahr 1932 geborene Frau Diane Muennink. Beide fanden ihre letzte Ruhestätte auf dem Nationalfriedhof Arlington.

## Orden und Auszeichnungen
Jerome O’Malley erhielt im Lauf seiner militärischen Laufbahn unter anderem folgende Auszeichnungen:
- Air Force Distinguished Service Medal
- Defense Superior Service Medal
- Legion of Merit
- Distinguished Flying Cross
- Air Medal
- Meritorious Service Medal
- Air Force Commendation Medal
- Air Force Outstanding Unit Award
- Combat Readiness Medal
- National Defense Service Medal
- Vietnam Service Medal
- Air Force Longevity Service Award
- Order of National Security Merit (Südkorea)
- Gallantry Cross (Südvietnam)
- Vietnam Campaign Medal (Südvietnam)

Hinzu kommen noch einige Ordensbänder (Ribbons).